# Szürkebegyű drongó
A szürkebegyű drongó (Dicrurus caerulescens) a madarak osztályának verébalakúak (Passeriformes) rendjébe és a drongófélék (Dicruridae) családjába tartozó faj.

## Előfordulása
India, Nepál és Srí Lanka területén honos. A természetes élőhelye a nyílt száraz erdőkben van.

## Alfajai
- Dicrurus caerulescens caerulescens
- Dicrurus caerulescens insularis
- Dicrurus caerulescens leucopygialis

|  |

## További információ
- Képek az interneten a fajról
- Internet Bird Collection - videók a fajról